# Hruzeanka, Holovanivsk
Hruzeanka (în ucraineană Грузянка) este un sat în comuna Lîpovenke din raionul Holovanivsk, regiunea Kirovohrad, Ucraina.

## Demografie
Componența lingvistică a localității Hruzeanka
     Ucraineană (94,25%)
     Rusă (5,75%)
Conform recensământului din 2001, majoritatea populației localității Hruzeanka era vorbitoare de ucraineană (94,25%), existând în minoritate și vorbitori de rusă (5,75%).